# 卡拉金斯克島

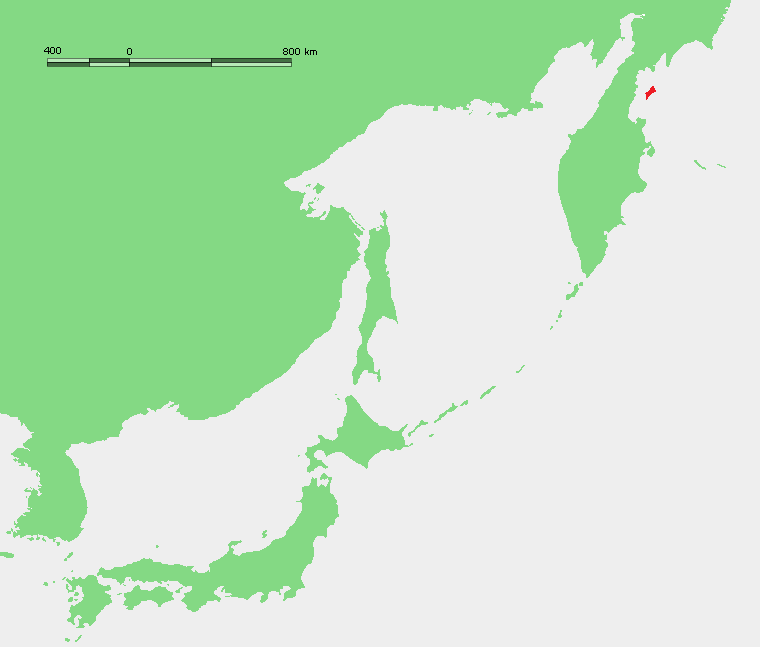
卡拉金斯克島

卡拉金斯克島（俄语：Карагинский остров）是俄羅斯的島嶼，位於堪察加半島以東40公里的白令海，長101公里、寬27公里，面積2,404平方公里，最高點海拔高度912米，北面45公里有韋爾霍圖羅夫島。
58°53′N 164°04′E / 58.88°N 164.07°E